# Live in Sarpsborg
Live in Sarpsborg (с англ. — «Концерт в Сарпсборге») — концертный альбом норвежской блэк-метал группы Mayhem, в первую очередь известный своим неофициальным изданием  «The Dawn of the Black Hearts», на обложке которого изображено одно из фотографий, сделанных гитаристом Евронимусом после самоубийства вокалиста Дэда.

## Запись альбома
Live in Sarpsborg представляет собой запись живого выступления, которое состоялось 28 февраля 1990 года в Сарпсборге, Норвегия. Йон "Металион" Кристиансен, одна из первых фигур на блэк-металической сцене, который помогал организовать это шоу, утверждал, что на концерте присутствовало около 300 человек, в том числе и участники групп Darkthrone и Immortal.

## The Dawn of the Black Hearts

### Выпускбутлега
The Dawn of the Black Hearts изначально был выпущен в 1995 году. В этой версии содержалось 8 песен с концерта в Сарпсборге 28 февраля 1990 года. Название же происходит от строки текста, написанного Фенризом из Darkthrone для Mayhem.
Альбом переиздавался множество раз различными независимыми лейблами. Многие из этих переизданий включают в себя дополнительные 4 песни, записанные во время концерта в Ши в 1986 году, с Мессией на вокале и Кьетилом Манхеймом на ударных. В некоторых переизданиях ошибочно указывается, что дополнительные песни были записаны на концерте в Лиллехаммере и что вокалистом был Маньяк.

### Обложка
Печально известная фотография на обложке была сделана вскоре после того, как 8 апреля 1991 года, находясь в доме в лесу, который группа использовала для репетиций, Дэд перерезал себе запястья и горло, а затем выстрелил себе в лоб из дробовика. Вскоре его тело нашел Евронимус, но прежде чем позвонить в полицию, он зашел в ближайший магазин и купил одноразовую камеру, на которую сфотографировал труп Дэда, предварительно положив рядом нож и дробовик. Также известно, что Евронимус сделал дополнительные снимки тела Дэда в разных позах (на одном из них Дэд «сидит полуприподнявшись, с дробовиком на колене»), но позже эти фотографии были найдены и уничтожены отцом Евронимуса после того, как он был убит Варгом Викернесом в 1993 году, за два года до того, как был выпущен бутлег.
Однако Маурицио Монтойя, владелец лейбла Warmaster Records в Колумбии и друг по переписке Евронимуса, получил копию одной из фотографий тела Дэда, сделанных Евронимусом и поместил её на обложку бутлега.

## Рецензии
Известный музыкальный интернет-сайт Sputnikmusic так писал об альбоме: «вокал Дэда звучит еще более грубо и брутально, чем когда-либо на прошлых выступлениях. Игра на барабанах Хеллхаммера также чрезвычайно впечатляет. Сет-лист для этого шоу также очень хорош. «Freezing Moon», «Funeral Fog» и «Pure Fucking Armaggedon» — все эти песни исполнены очень хорошо, несмотря на очень плохое качество записи. В конце концов, атмосфера этого альбома не похожа ни на одну из тех, что я когда-либо слышал. Плохое качество производства, кажется, сочетается с мрачной музыкой, из-за чего все звучит очень мрачно и зло».

## Список композиций
Оригинальный трек-лист, записанный в 1990 (вокалист — Дэд, барабанщик — Хеллхаммер, басист — Некробутчер, гитарист — Евронимус):
| №                   | Название                                                      | Длительность |
| ------------------- | ------------------------------------------------------------- | ------------ |
| 1.                  | «Deathcrush» (рус. Смертельная давка)                         | 4:01         |
| 2.                  | «Necrolust» (рус. Некропохоть)                                | 4:35         |
| 3.                  | «Funeral Fog» (рус. Похоронный туман)                         | 5:48         |
| 4.                  | «Freezing Moon» (рус. Замораживающая луна)                    | 6:02         |
| 5.                  | «Carnage» (рус. Резня)                                        | 4:13         |
| 6.                  | «Buried by Time and Dust» (рус. Погребённый временем и пылью) | 5:34         |
| 7.                  | «Chainsaw Gutsfuck» (рус. Ё**я кишок бензопилой)              | 3:51         |
| 8.                  | «Pure Fucking Armaggedon» (рус. Чистый грёбанный армагеддон)  | 3:09         |
| Общая длительность: | Общая длительность:                                           | 37:13        |

Дополнительные песни, встречающиеся на многих переизданиях The Dawn of the Black Hearts (записаны в 1986 году, вокалист — Мессия, ударник — Манхейм, басист — Некробутчер, гитарист — Евронимус):
| №                   | Название                                            | Длительность |
| ------------------- | --------------------------------------------------- | ------------ |
| 1.                  | «Dance Macabre» (кавер на Celtic Frost)             | 1:10         |
| 2.                  | «Black Metal» (кавер на Venom)                      | 3:00         |
| 3.                  | «Procreation of the Wicked» (кавер на Celtic Frost) | 2:40         |
| 4.                  | «Welcome to Hell» (кавер на Venom)                  | 3:46         |
| Общая длительность: | Общая длительность:                                 | 48:33        |

## Участники записи
- Дэд (Пер "Пелле" Ингве Олин) — вокал;
- Евронимус (Эйстейн Ошет) — гитара;
- Некробутчер (Йюрн Стубберуд) — бас-гитара;
- Хеллхаммер (Ян Аксель Бломберг) — ударные;